# Anaxagorea rufa
Anaxagorea rufa é uma espécie de magnólia. Isso foi descrito pela primeira vez por Timmerman. Anaxagorea rufa pertence ao gênero Anaxagorea, e família Annonaceae. Não há tipos listados como este.